# Cephaloscyllium pictum
Cephaloscyllium pictum är en hajart som beskrevs av Last, Séret och White 2008. Cephaloscyllium pictum ingår i släktet Cephaloscyllium och familjen rödhajar. Inga underarter finns listade i Catalogue of Life.